# پلی‌استیلن
پلی‌استیلن (به انگلیسی: Polyacetylene) با فرمول شیمیایی [C2H2]n یک ترکیب شیمیایی است  که جرم مولی آن متغیر می‌باشد. 